# Karl Lehmann (jurist)
Karl Lehmann, född 11 oktober 1858 i Tuchel, död 5 april 1918 i Bonn, var en tysk jurist.
Lehmann blev juris doktor i München 1882, privatdocent i Berlin 1885 samt professor 1888 i Rostock och 1911 i Göttingen. Han var särskilt känd för sitt rättshistoriska och sitt handelsrättsliga författarskap. Till det förra hör flera arbeten i nordgermansk rättshistoria, innehållande skarpsinniga konstruktioner med omsorgsfulla källstudier som grund, bland annat Verlobung und Hochzeit nach den nordgermanischen Rechten des früheren Mittelalters (1882), Die Njálssage insbesondere in ihren juristischen Bestandtheilen (av Lehmann och Hans Schnorr von Carolsfeld, 1883), ett arbete, som föranledde polemik mellan Finnur Jónsson och Lehmann, vidare Der Königsfriede der Nordgermanen (1886) och Abhandlungen zur germanischen, insbesondere nordischen Rechtsgeschichte (1888). 
Lehmann sysslade emellertid också med sydgermansk rättshistoria; därom vittnar bland annat hans edition av "Leges alamannorum" (i "Monumenta Germaniæ historica", V, 1888) samt Consuetudines feudorum, I. Compilatio antiqua (1892) och Das langobardische Lehnrecht (1896). Sin största berömmelse torde han dock ha skördat på handelsrättens mark, inom vilket område kan nämnas hans arbeten Die geschichtliche Entwicklung des Aktienrechts (1895), Das Recht der Aktiengesellschaften (I, 1898, II, 1904), Das Handelsgesetzbuch für das deutsche Reich (kommentar, utgiven av Lehmann och Viktor Ring 1899, 1901; andra upplagan 1914) och, framför allt, Lehrbuch des Handelsrechts (1907; andra upplagan 1913). Lehmann ledde dessutom en tid utgivningen av "Zeitschrift für das gesamte Handelsrecht und Konkursrecht".